# Wesley Sonck
Wesley Sonck, né le 9 août 1978 à Ninove en Belgique, est un footballeur international belge qui jouait au poste d'attaquant avant de devenir entraîneur.
Il travaille également régulièrement comme consultant pour différents médias flamands.

## Biographie

### En club
Wesley Sonck commence sa carrière au RWD Molenbeek, où Daniel Renders le lance dans le grand bain à seulement 18 ans. Par la suite, Wesley rejoint les Anversois du Germinal Ekeren qui devient KFC Germinal Beerschot Anvers en 1999, mais c'est au KRC Genk qu'il se fait réellement un nom. Il se classe meilleur buteur du championnat lors de la saison 2001-2002 avec 30 buts. Il récidive lors de la saison 2002-2003 avec 23 buts (ex æquo avec Cédric Roussel). En 2001, il remporte le Soulier d'or. 
En 2003, il quitte la Belgique pour l'Ajax Amsterdam mais il a du mal à s'imposer et en janvier 2005, il rejoint le Borussia Mönchengladbach où il joue très peu. Après la descente du club en division 2 en 2007, le club lui demande de chercher un nouveau club. Le 20 août 2007, il signe un contrat de deux ans au FC Bruges. Il signe au Lierse SK le mardi 24 août 2010 pour une durée de deux ans.
Le 23 octobre 2012, sans club depuis le début de la saison, il signe à Waasland-Beveren pour une durée d'un an. En fin de saison, il n'est pas prolongé et reste plusieurs mois sans club. Le 21 janvier 2014, il annonce qu'il jouera au KE Appelterre Eichem au moins jusqu'au terme de la saison.
Lors de la saison 2010-2011, Wesley Sonck marque un but contre le KRC Genk qui fait le tour du monde, et se voit même élu plus beau but de l'année 2010.
Le bilan de la carrière professionnelle de Wesley Sonck en championnat s'élève à 386 matchs joués, pour 148 buts marqués. Il joue également 19 matchs en Ligue des champions, pour huit buts inscrits, et 21 rencontres en Coupe de l'UEFA (cinq buts).

### En équipe nationale
Wesley Sonck joue 55 matches en faveur de l'équipe nationale belge et marque 24 buts entre 2001 et 2010. Toutefois, seules 54 sélections sont considérées comme « officielles ».
Il inscrit son premier but en équipe de Belgique le 6 juin 2001, contre la modeste Équipe de Saint-Marin. La Belgique s'impose 1-4 à Serravalle dans ce match des éliminatoires du mondial 2002. Il est ensuite retenu par le sélectionneur Robert Waseige afin de participer à la Coupe du monde 2002 organisée au Japon et en Corée du Sud. Lors du mondial, il joue quatre matchs, inscrivant un but contre la Russie. La Belgique s'incline en huitièmes de finale contre le Brésil.
Il marque deux doublés avec la Belgique au cours de sa carrière : le premier, le 10 septembre 2003, contre la Croatie. Ce match gagné 2-1 à Bruxelles rentre dans le cadre des éliminatoires de l'Euro 2004. Le second, le 6 septembre 2008, contre l'Estonie. Ce match gagné 3-2 à Liège rentre dans le cadre des éliminatoires du mondial 2010.

### Carrière d'entraîneur

#### Équipe nationale de Belgique des moins de 18 ans
Le 3 août 2017, Wesley Sonck est nommé sélectionneur des moins de 18 ans au sein des équipes de jeunes de l'Union belge.  
Il remplace Gert Verheyen qui a décidé de se concentrer pleinement sur les U19.

#### Équipe nationale de Belgique des moins de 19 ans
Le 14 mars 2020, Wesley Sonck prend en charge l'équipe nationale belge des moins de 19 ans, succédant à Jacky Mathijssen qui est nommé sélectionneur des Espoirs belges en remplacement de Johan Walem.
Il reprend à nouveau les moins de 18 ans lorsque Thierry Siquet est nommé à la tête des U19 avant, en août 2023, de reprendre la direction de ceux-ci, assisté d'Éric Van Meir. Sonck renonce à son poste début avril 2024 lorsque la fédération lui demande d'abandonner son travail de consultant.

### Vie privée
Wesley Sonck est marié à Evy et a trois enfants (Amy, Jason et Ryan).

## Statistiques
| Saison  | Club                     | Pays      | Championnat | Match | Buts |
| ------- | ------------------------ | --------- | ----------- | ----- | ---- |
| 1996/97 | RWD Molenbeek            | Belgique  | Division 1  | 0     | 0    |
| 1997/98 | RWD Molenbeek            | Belgique  | Division 1  | 33    | 11   |
| 1998/99 | Germinal Ekeren          | Belgique  | Division 1  | 32    | 7    |
| 1999/00 | Germinal Beerschot       | Belgique  | Division 1  | 29    | 11   |
| 2000/01 | KRC Genk                 | Belgique  | Division 1  | 32    | 13   |
| 2001/02 | KRC Genk                 | Belgique  | Division 1  | 32    | 30   |
| 2002/03 | KRC Genk                 | Belgique  | Division 1  | 29    | 24   |
| 2003/04 | Ajax Amsterdam           | Pays-Bas  | Eredivisie  | 25    | 9    |
| 2004/05 | Ajax Amsterdam           | Pays-Bas  | Eredivisie  | 9     | 1    |
| 2004/05 | Borussia Mönchengladbach | Allemagne | Bundesliga  | 7     | 2    |
| 2005/06 | Borussia Mönchengladbach | Allemagne | Bundesliga  | 14    | 4    |
| 2006/07 | Borussia Mönchengladbach | Allemagne | Bundesliga  | 7     | 0    |
| 2007/08 | FC Bruges                | Belgique  | Division 1  | 21    | 6    |
| 2008/09 | FC Bruges                | Belgique  | Division 1  | 28    | 14   |
| 2009/10 | FC Bruges                | Belgique  | Division 1  | 22    | 7    |
| 2010/11 | Lierse SK                | Belgique  | Division 1  | 22    | 6    |
| 2011/12 | Lierse SK                | Belgique  | Division 1  | 22    | 2    |
| 2012/13 | Waasland-Beveren         | Belgique  | Division 1  | 23    | 2    |

## Palmarès

### En club
- Champion de Belgique en 2002 avec le Racing Genk
- Champion des Pays-Bas en 2004 avec l'Ajax Amsterdam

### EnÉquipe de Belgique
- 54 sélections et 24 buts entre 2001 et 2010
- Participation à la Coupe du Monde en 2002 (1/8 de finaliste)

### Distinctions individuelles
- Élu footballeur pro de l'année en 2002
- Élu Soulier d'Or en 2001
- Meilleur buteur du championnat de Belgique en 2002 (30 buts)